# Černýšovice
Černýšovice (deutsch Tschernischowitz, früher Černeschowitz) ist eine Gemeinde in Tschechien. Sie liegt fünf Kilometer nordöstlich von Bechyně in Südböhmen und gehört zum Okres Tábor.

## Geographie

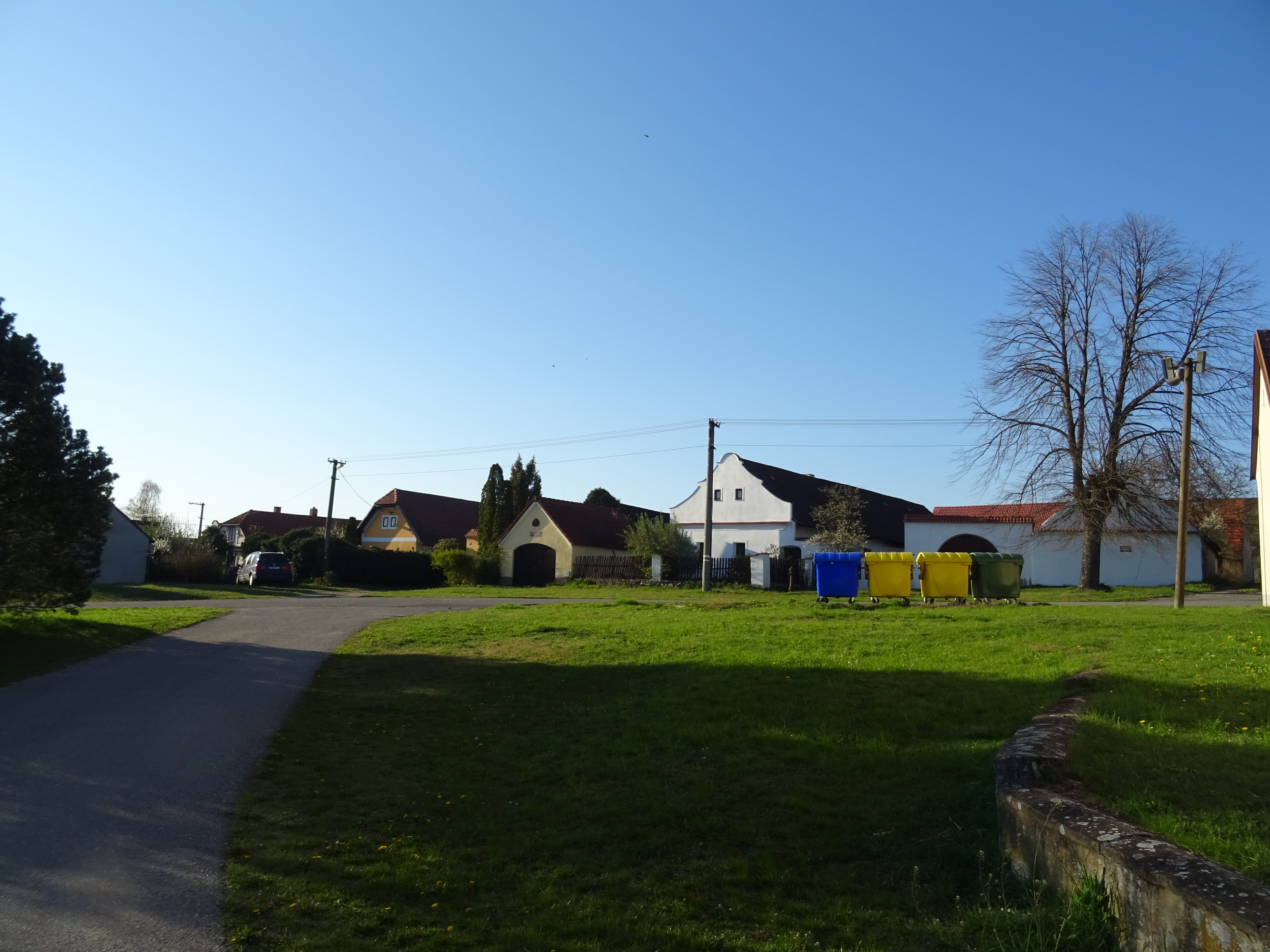
Ortsansicht

Černýšovice befindet sich rechtsseitig des Baches Všechlapský potok im Bechiner Hügelland (Bechyňská pahorkatina). Gegen Westen liegt das Tal der Lainsitz. Südwestlich erhebt sich der Kameník (420 m). Südlich des Dorfes liegen der Teich Panský rybník und das Naturdenkmal Černýšovické jalovce, südöstlich erstreckt sich der Naturpark Černická obora.
Nachbarorte sind Papírna, Stará Paseka, Dobřejice und Obora im Norden, Malšice, Čenkov und Třebelice im Nordosten, Skrýchov u Malšic, Všechlapy und Dudov im Osten, Vyhnanice, Marunka, Bechyňská Smoleč und Černice im Südosten, Sudoměřice u Bechyně, Sádky und Bežerovice im Süden, Hutě, Lišky und Bechyně im Südwesten, Senožaty, Dvorce und Haškovcova Lhota im Westen sowie Větrov und Dobronice u Bechyně im Nordwesten.

## Geschichte
Im Jahre 1390 soll der Überlieferung zufolge Jan Černejš am rechten Ufer des Všechlapský potok ein Wohnhaus errichtet haben. Zwei Jahre später waren in dem Tal weitere Häuser entstanden und die Ansiedlung wurde nach ihrem Gründer als Černejšovice bezeichnet. Zu Zeiten Heinrich Lefls von Lazan wurde Černejšovice Teil des Bechiner Distrikts. Zur Verteidigung des Distrikts gegen die Hussiten ernannte König Sigismund im Jahre 1420 Ulrich von Rosenberg, Wenzel von Dauba und Peter von Sternberg gemeinschaftlich zu Burghauptleuten von Bechin. Während der Belagerung der Burg Bechin wurde auch Černejšovice durch die Taboriten unter Führung des Hauptmanns Jan Bleh von Těšnice besetzt. Zwischen 1441 und 1477 gehörte die Herrschaft erneut den Bechinie von Lazan, danach den Herren von Sternberg. Im Jahre 1452 ist Mikeš von Vesec, ein Gefolgsmann des Heinrich Bechinie von Lazan, als Besitzer der Feste Vesec nachweisbar. Er errichtete im selben Jahre in Černejšovice eine Schmiede. Im Jahre 1514 begann Ladislav von Sternberg mit Bewilligung König Vladislavs II. Jagiello mit dem Abbau mehrerer Hämatitlager bei Sudoměřice. Zur Verarbeitung entstand an der Lainsitz beim heutigen Dorf Hutě ein Eisenhammer. Nachdem sich gezeigt hatte, dass die einzelnen Hämatitlager keine größere Lagerstätte bildeten und bald abgebaut waren, wurde für den Betrieb des Eisenhammers Erz aus Kamenice nad Lipou angefahren. 1530 erwarben die Herren von Schwanberg Bechyně, 1569 verkaufte Heinrich von Schwanberg die Herrschaft an Peter Wok von Rosenberg. Dieser verkaufte die Herrschaft 1596 wiederum an die Herren von Sternberg. Zu Beginn des Dreißigjährigen Krieges fielen die kaiserlichen Truppen mordend, brennend und plündernd in die Gegend ein. Aus dem Grund- und Burgrechtsregister der Herrschaft Bechin von 1636 geht hervor, dass Černejšovice Sitz eines Schultheiß war, dem auch Bežerovice, Smoleč, Sudoměřice, Černičky, Komárov und Kozelka unterstanden. Trotz der widrigen Umstände während der Kriegszeiten waren in Černejšovice zu den 16 alten Anwesen sechs neue hinzugekommen und das Dorf hatte sich nach Südwesten hin vergrößert. Sämtliche der niedergebrannten Gehöfte waren wiederhergestellt und bewirtschaftet. Zwischen 1674 und 1675 wurde das Dorf erstmals als Černýšovice, danach als Černešovice bezeichnet. Ein Großfeuer legte 1677 das gesamte Dorf in Schutt und Asche, lediglich drei Gehöfte und eine Chaluppe waren davon nicht betroffen. Im Jahre 1715 erlangten die Grafen von Paar die Herrschaft durch Heirat. Im Jahre 1810 lebten in dem Fürst Wenzel von Paar gehörigen Dorf 97 Männer und 130 Frauen. Im Jahre 1840 bestand Černoschowitz/Černossowice aus 38 Häusern mit 289 Einwohnern. Abseitig lag das Jägerhaus Dworetz. Pfarr- und Schulort war Sudoměřitz. Ab 1842 wurde im Wald Vesce ein Steinbruch für den Straßenbau betrieben. Bis zur Mitte des 19. Jahrhunderts blieb Černoschowitz immer nach Bechin untertänig.
Nach der Aufhebung der Patrimonialherrschaften bildete Černošovice/Černoschowitz ab 1850 mit dem Ortsteil Hutě/Eisenhammer eine Gemeinde in der Bezirkshauptmannschaft Milevsko/Mühlhausen und dem Gerichtsbezirk Bechyně/Bechin. 1859 entstand eine Dorfschule. Seit dem Ende des 19. Jahrhunderts wurde der Ort als Černešovice/Černeschowitz und ab 1924 als Černýšovice bezeichnet. Nachdem der zunehmend verschmutzte und wasserarme Všechlapský potok zur Trinkwasserversorgung untauglich wurde, entstand 1925 eine Trinkwasserleitung vom Kalový rybníček. 1927 wurde das Dorf elektrifiziert. Am Platz V chalupách entstand 1933 ein Löschwasserteich. Im Jahre 1945 hatte die Gemeinde etwa 170 Einwohner; nach der Übersiedlung von elf Familien in die Grenzgebiete sank die Einwohnerzahl 1946 auf 138. Nach der Auflösung des Okres Milevsko wurde die Gemeinde zum 21. Februar 1949 Teil des Okres Týn nad Vltavou. 1956 erfolgte die Zwangskollektivierung der Landwirte zur JZD. Die baufällige alte Schmiede wurde 1957 abgetragen. Nachfolgend änderte sich durch Errichtung neuer Wohngebäude auch der ursprünglich quadratische Ortsgrundriss. Am 27. März 1960 wurden Černýšovice, Hutě, Bežerovice, Smoleč und Sudoměřice zur Gemeinde Sudoměřice u Bechyně zusammengeschlossen. Nach der Aufhebung des Okres Týn nad Vltavou wurde die Gemeinde Ende 1960 dem Okres Tábor zugeordnet. Nach einem Referendum lösten sich Černýšovice und Hutě zum 24. November 1990 wieder von Sudoměřice los und bildete eine eigene Gemeinde.

## Gemeindegliederung
Die Gemeinde Černýšovice besteht aus den Ortsteilen Černýšovice (Tschernischowitz) und Hutě (Eisenhammer) sowie der Feriensiedlung Džbány und der Einschicht Dvorce (Dworetz).

## Sehenswürdigkeiten

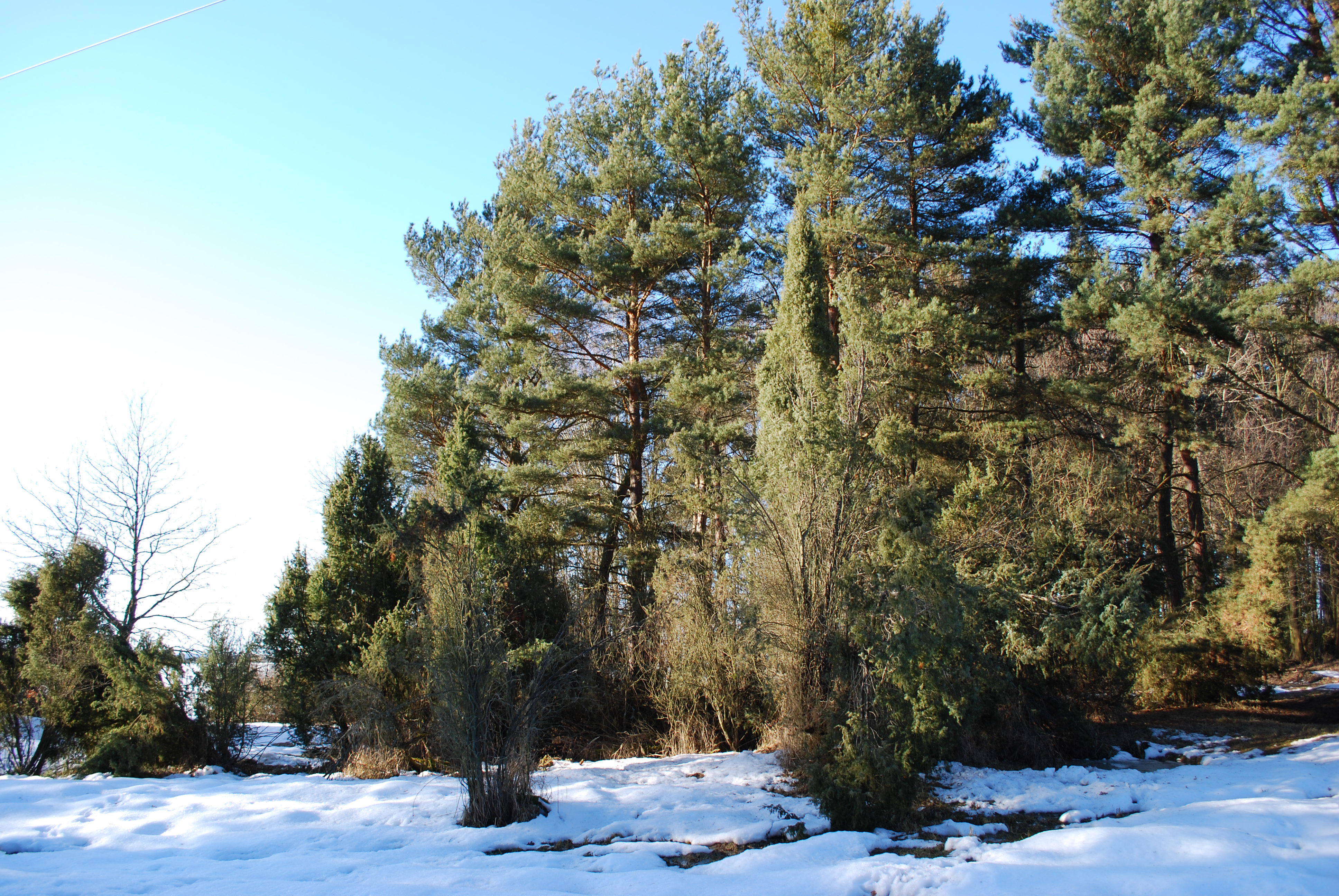
Gruppe alter Wacholderbäume in der Černýšovické jalovce

- Kapelle des hl. Johannes von Nepomuk am Dorfplatz, errichtet im 19. Jahrhundert. Im Jahre 1980 wurde die Kapelle durch den Diebstahl der Marienfigur und des Bildnisses des Johannes von Nepomuk geschändet. Beide Kunstwerke wurden drei Jahre später zurückgekauft. Nach der Samtenen Revolution wurde das Bauwerk saniert.
- Gedenkstein für die Gefallenen des Ersten Weltkrieges, errichtet 1919
- Naturdenkmal Černýšovické jalovce, die Population von 300 alten Wacholderbäumen in der Schneise einer Hochspannungsleitung stellte das größte Wacholdervorkommen in Südböhmen dar.
- Naturpark Černická obora, er wurde 2004 geschaffen und umfasst das Terrain des umfriedeten ehemaligen Tiergartens